# Le Bon Sens
Le Bon Sens est un journal français paru de 1832 à 1839, et le premier hebdomadaire vendu au numéro à un prix au « meilleur marché » possible : 2 sous. Fondé le 29 juillet 1832 par Jean-François Victor Rodde (1792-1835) comme journal de l'opposition républicaine à la Monarchie de Juillet, cet organe de presse souhaite alors bousculer par son faible prix le marché des hebdomadaires. Il tient une ligne éditoriale progressiste, ouvrant notamment ses colonnes aux ouvriers et aux femmes. Ses collaborateurs les plus notables sont notamment Agénor Altaroche, Félix Pyat, Flora Tristan, Louis Blanc, ou encore Louis-Agathe Berthaud. 
À la mort de son directeur Victor Rodde, la direction est reprise par Louis Blanc et, lorsque celui-ci quitte le journal pour fonder son propre organe de presse, la Revue du Progrès, Le Bon Sens poursuit encore sa publication quelques mois avant de disparaître au printemps 1839.

## Historique

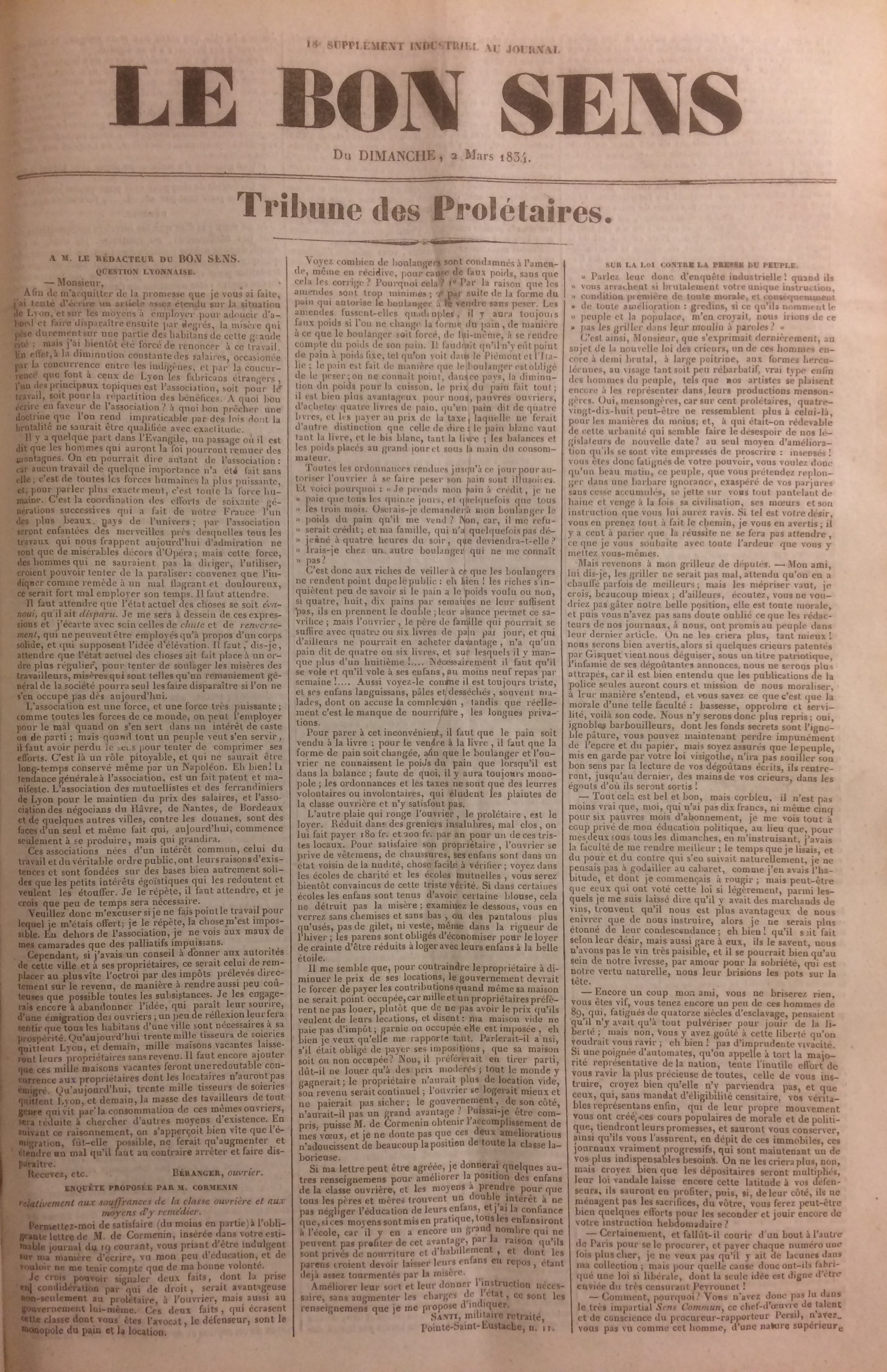
Première page du 18e Supplément mensuel industriel du Bon Sens ou Tribune des Prolétaires, dimanche 2 mars 1834

### Un journal "bon marché" ouvert à un lectorat populaire
Fondé le 29 juillet 1832 par Jean-François Victor Rodde (1792-1835), Le Bon Sens, journal populaire de l'opposition constitutionnelle bouscule alors véritablement le marché de la presse sous la Monarchie de Juillet. À cette époque, Paris compte un peu plus de 169 journaux, dont une trentaine de quotidiens et 135 hebdomadaire ou mensuels. Le Bon Sens, dont Cauchois-Lemaire sera le rédacteur-en-chef et premier actionnaire, et Auguste Mie (1801-1885) le premier imprimeur, a le souhait d'être à la fois abordable pour tous, vendu au numéro pour 2 sous, et également d'être ouvert à un lectorat véritablement populaire. En lançant un supplément mensuel dès l'automne 1832, tiré à part et intitulé La Tribune des prolétaires, Victor Rodde a comme ambition que Le Bon Sens devienne le premier organe de presse à diffusion nationale dans lequel des citoyens privés de tous droits politiques (à une époque où le suffrage est encore censitaire) puissent prendre la parole et débattre ensemble d'enjeux de société. L'historien Louis Blanc écrira que Le Bon Sens se distinguait ainsi « entre tous les journaux, par l'appel incessant et direct qu'il faisait à l'intelligence du peuple ». On[Qui ?] estime qu'entre le numéro du 9 septembre et celui du 31 décembre 1832, soit la première année de parution du supplément de La Tribune des prolétaires, le journal Le Bon Sens publie pas moins de quatre-vingt-dix lettres provenant de soixante-quinze ouvriers, constituant par là véritablement « un phénomène inouï », unique par sa régularité, dans le paysage journalistique de l'époque.
En juillet 1833, après un passage au nº 14 de la rue du Faubourg-Poissonnière, les bureaux du journal Le Bon Sens s'installent définitivement en plein coeur du "quartier de la presse" parisienne, au nº 16 de la rue du Croissant, au sein de l'Hôtel Colbert où, fin août 1834, se trouvent également les presses du républicain Achille Grégoire éditant le journal.

### Un organe de presse de l'opposition républicaine

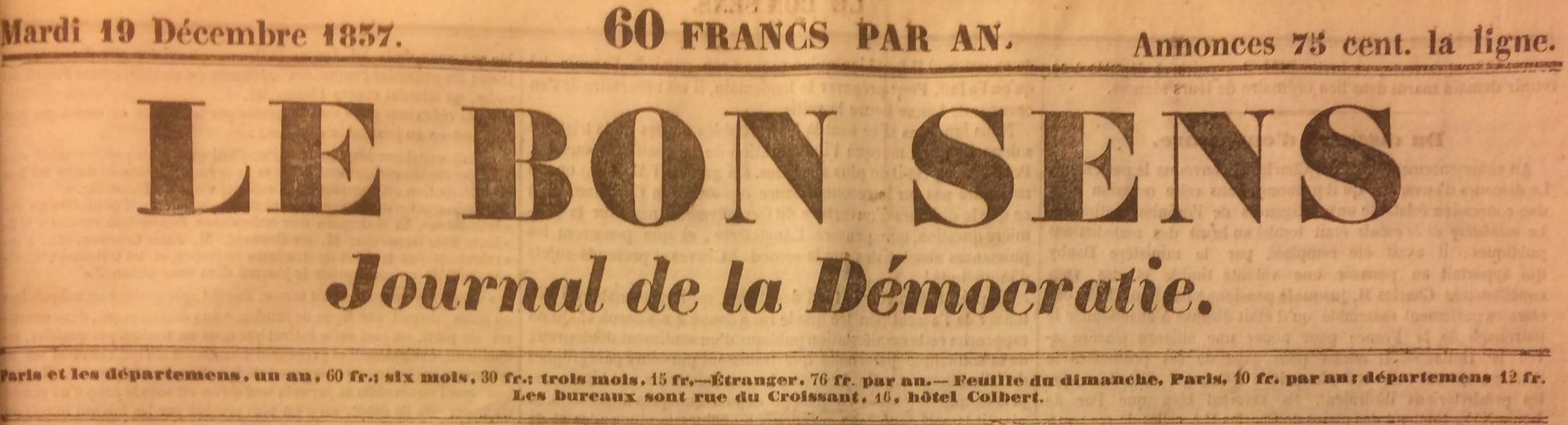
Manchette du journal Le Bon Sens en 1837, alors sous la direction de Louis Blanc (1811-1882)

Soutenu financièrement à son lancement par certaines célébrités républicaines, tel le chansonnier Pierre-Jean de Béranger, et surtout par les députés de l'opposition constitutionnelle, dont le général Lafayette, ami auvergnat de Victor Rodde, Etienne Garnier-Pagès, Jacques Lafitte ou encore le général Lamarque, Le Bon Sens compte en 1835 plus de 22 écrivains et journalistes dans sa rédaction, dont Agénor Altaroche, Auguste Luchet, Hippolyte Lucas, Hippolyte Fortoul, Félix Pyat, Philibert Audebrand, Louis-Agathe Berthaud, et Louis Blanc, qui y fera ses débuts de journaliste à son arrivée à Paris en 1834. D'autres rédacteurs réguliers du journal sont des ouvriers, comme le cordonnier André-Marie Savary (1810-?) et le forgeron Louis-Marie Ponty.
Tous les rédacteurs du Bon Sens signent leurs articles respectifs, à une époque où, estime Victor Rodde, "la franchise est devenue une condition nécessaire de la profession de journaliste".

### Une ligne éditoriale progressiste
La ligne éditoriale du Bon Sens est résolument progressiste. Il dévoile et dénonce plusieurs affaires de corruption et s'engage dans divers enjeux de société, tels que l'abolition de la peine de mort, l'accès à la culture pour les classes défavorisées, la révélation du déficit national Kessner, le suffrage universel, ou bien encore l'abolition de l'esclavage : 

« Ce grand crime social, c'est l'esclavage. (...) Ce qu'on accuse, c'est le despotisme du plus grand nombre. Ce despotisme est hideux comme tous les autres, comme celui du petit nombre, comme celui d'un seul. Il a un caractère plus triste encore, c'est qu'il est invincible et ne permet pas l'espérance des révolutions. (...) Oui, l'injustice peut venir du plus grand nombre; oui, le mensonge peut sortir d'un scrutin exact et sincère; oui, la violence peut se trouver entre les mains de la force; oui, en d'autres termes, l'homme est un être imparfait et misérable à qui l'équité absolue n'est pas permise, pour qui rien d'absolu n'est tangible, parce que l'absolu, c'est l'infini. »

Le Bon Sens s'engage aussi auprès des femmes dans leurs combats sociaux, publiant les écrits de la féministe Flora Tristan (1803-1844) avant même leur parution en librairies, soutenant le rétablissement du divorce, ou encore en publiant des témoignages de femmes excédées par les violences verbales et physiques impunément subies dans les rues de Paris.
Un an après la disparition de Victor Rodde, le journal Le Bon Sens est véritablement considéré dans le paysage journalistique comme "le journal des intérêts démocratiques". En 2005, l'historien et philosophe Jacques Rancière estime, lui, que Le Bon Sens, par les idées et les combats que le journal a pu soutenir et véhiculer, peut être considéré a posteriori comme "le plus avancé des journaux républicains" de l'histoire de la presse en France.

### Une rédaction engagée pour la défense de la liberté de la presse
Entre 1832 et 1834, durant plus de 23 mois, Victor Rodde assumera personnellement les attaques incessantes de la police parisienne et de la censure du gouvernement de Louis-Philippe, qui voulait entraver la publication du Bon Sens par les mesures vexatoires, répressives et arbitraires prises par le préfet Henri Gisquet (1792-1866) : procès, duels, rassemblements, etc. sont relatés tout au long de ces années dans le journal.
Selon l'historienne Claire Fredj, c'est bien une "véritable guerre" qui est, durant toute cette période, "menée par la police parisienne contre Le Bon Sens et ses collaborateurs, alors que les lois sur la presse restreignent de plus en plus sa liberté : violence contre les lecteurs et contre les porteurs, arrestations, refus de visa, saisies, procès, nombreux sont les moyens pour tenter d'asphyxier économiquement un journal". Mais celui-ci, au lieu de disparaitre sous les coups du pouvoir, gagnera de plus en plus d'abonnés et augmentera ses tirages, devenant quotidien à partir d'avril 1834.
Après la disparition de Victor Rodde en décembre 1835, la direction du journal Le Bon Sens est alors reprise par Louis Blanc (1811-1882), et le journal, après diverses oppositions entre les rédacteurs et son actionnaire, le sénateur belge Marc Robert Ghislain Lefebvre-Meuret (1788-1843), maintient encore sa publication trois années avant de disparaitre au printemps 1839.
La manchette et le sous-titre du journal changeront tout au long de la période : Le Bon Sens : journal populaire de l'opposition constitutionnelle (1832), Le Bon Sens : la voix du peuple est la voix de Dieu (1833), Le Bon Sens : le peuple, c'est la nation moins quelques privilégiés (1834), Le Bon Sens : journal quotidien (1834), Le Bon Sens : journal de la démocratie (1837).

Pour l'historienne du XIXe siècle, Corinne Saminadayar-Perrin, 

« Le Bon Sens représente (...) une expérience médiatique militante particulièrement novatrice. (...) Armé d'une conviction républicaine inébranlable et d'un irréductible sens du social, Victor Rodde se battit vaillamment, de 1832 à 1834 pour que Le Bon Sens, victime de toutes sortes de persécutions judiciaires orchestrées par le pouvoir, puisse continuer à donner voix aux victimes d'un monde mal fait. (...) Rodde fut un citoyen engagé et un journaliste frondeur, qu'aucune menace et aucune répression ne put faire plier !. »